# Araeopteron epiphracta
Araeopteron epiphracta là một loài bướm đêm trong họ Erebidae.